# 加藤昭 (建設技官)
加藤 昭 （かとう あきら、1941年3月12日 - ）は、日本の建設技官。元北海道開発事務次官。

## 人物・経歴
三重県出身。1963年北海道大学工学部卒業、建設省入省、近畿地方建設局。1975年建設省東北地方建設局河川部河川計画課長。1977年建設省河川局治水課長補佐。1979年建設省近畿地方建設局和歌山工事事務所長。1981年建設省近畿地方建設局河川部河川調査官。1983年建設省河川局海岸課海洋開発官。1985年岐阜県土木部河川課長。1987年国土庁長官官房水資源部水資源計画課長。1989年建設省北陸地方建設局企画部長。1990年建設省河川防災課長。1992年国土庁長官官房水資源部長。1993年北海道開発庁計画監理官。同年北海道開発庁総務監理官。1995年北海道開発事務次官。退官後、ダム水源地環境整備センター理事長、水源地環境センター顧問、全国防災協会顧問等を歴任した。